# Palčana uzvisina
Palčana uzvisina ili tenar (grč. thenar) uzvisina je na prednjoj strani dlana, koja se nalazi odmah iznad palca, a čini je nekoliko mišića šake. 
Mišići tenara su:
- kratki odmicač palca - lat. musculus abductor pollicis brevis
- suprotstavljač palca - lat. musculus opponens pollicis
- kratki pregibač palca - lat. musculus flexor pollicis brevis
- primicač palca - lat. musculus adductor pollicis